# Igeln (Bo socken, Närke)
Igeln är en sjö i Hallsbergs kommun i Närke och ingår i Motala ströms huvudavrinningsområde.